# 豊国神社 (京都市)

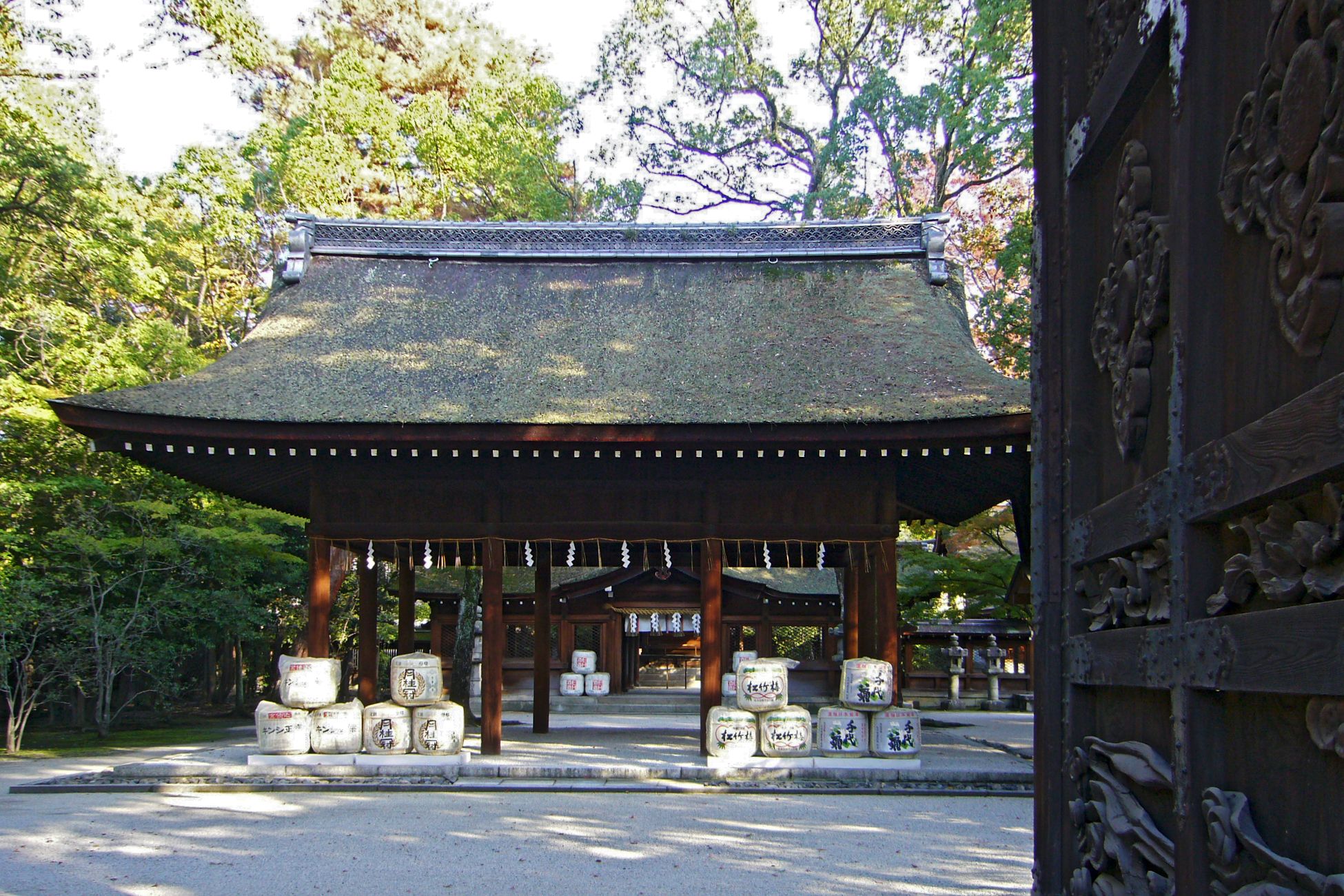
拝殿と本殿（奥）

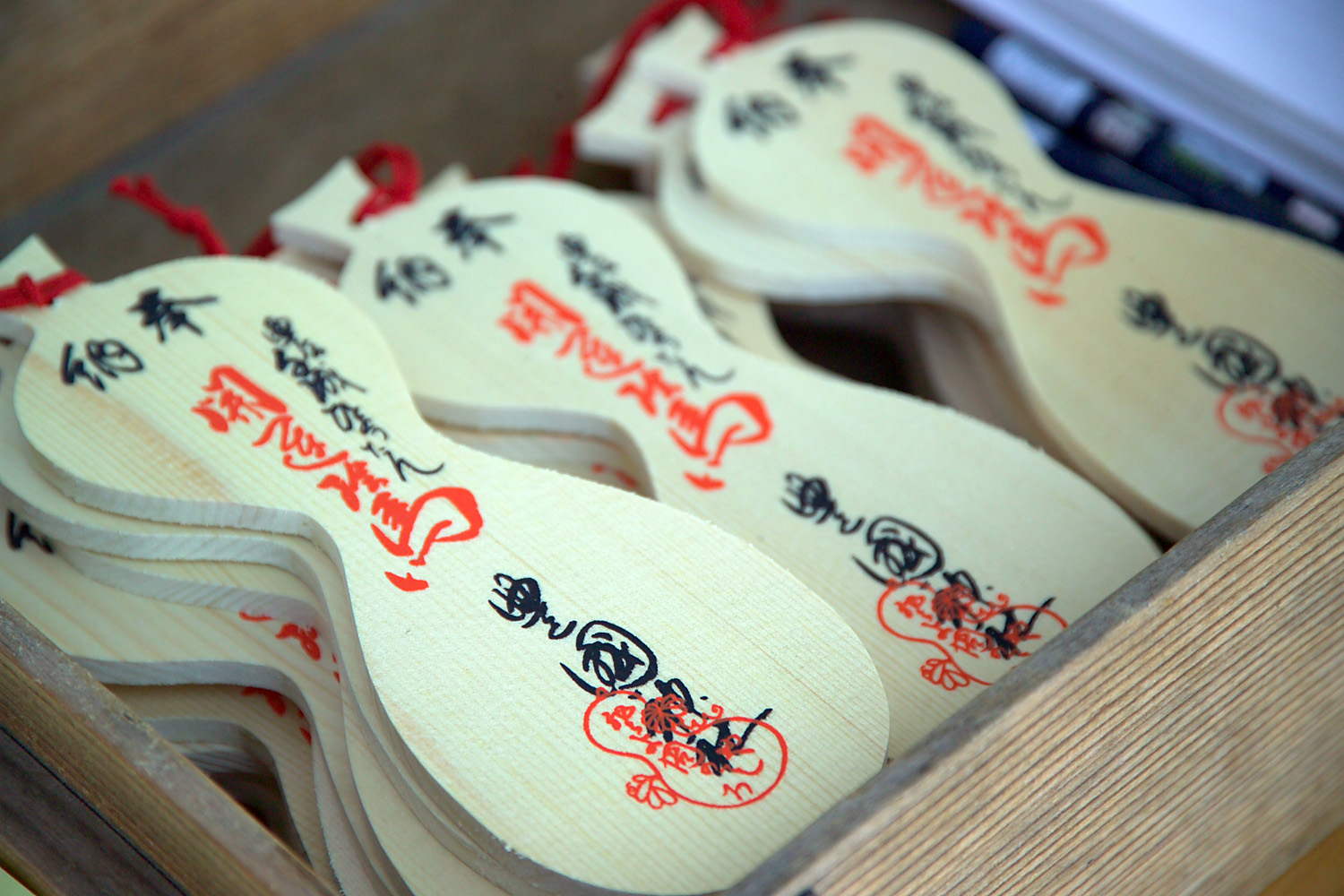
秀吉の馬印「千成瓢箪」にちなんだ瓢箪形の絵馬

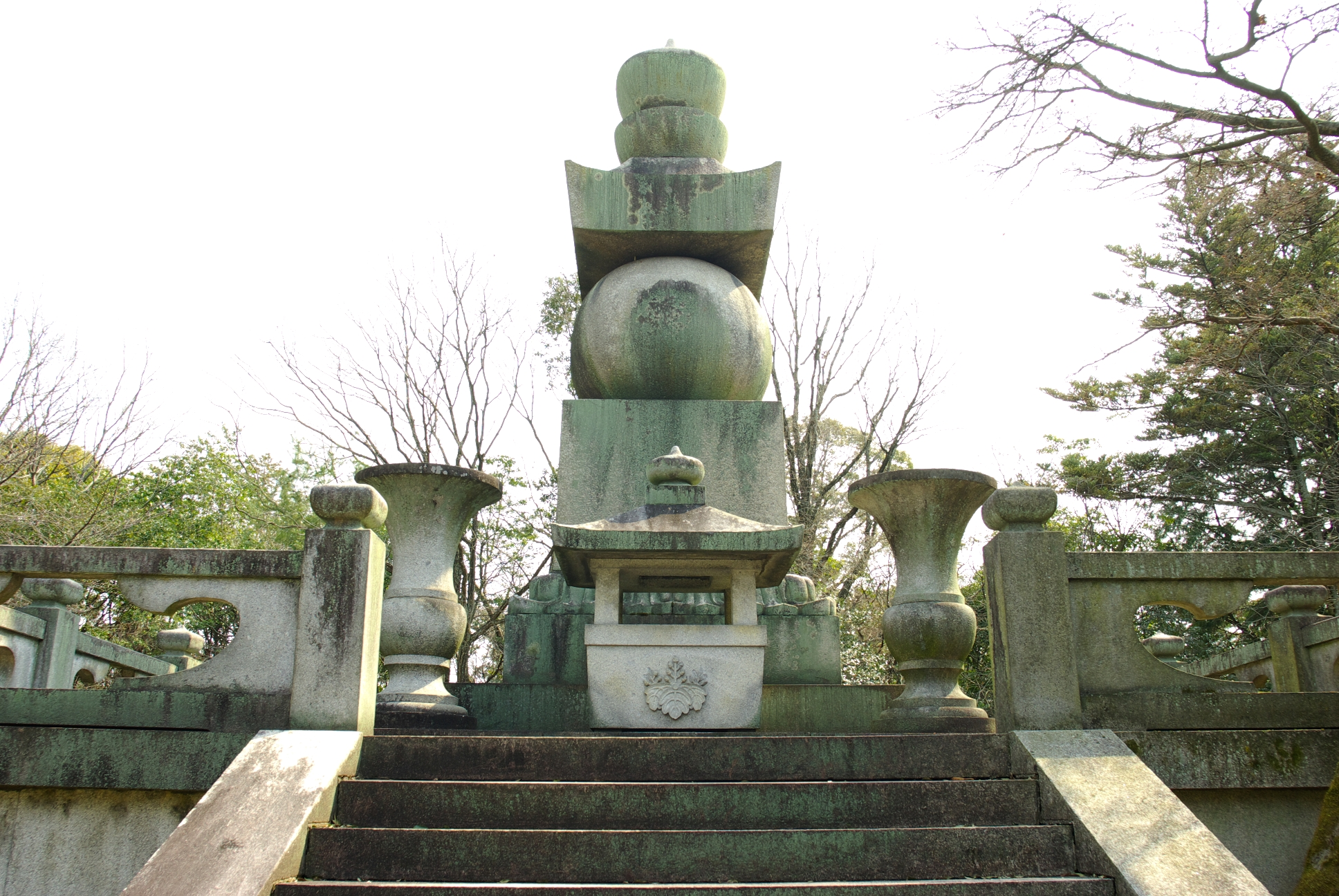
阿弥陀ヶ峰山頂の豊国廟

豊国神社（とよくにじんじゃ）は、京都市東山区にある神社。旧社格は別格官幣社で、現在は神社本庁の別表神社。神号「豊国大明神」を下賜された豊臣秀吉を祀る。豊臣家滅亡とともに徳川家康の命により廃絶となったが、のちに明治天皇の勅命により再興された。現在の敷地の大部分は、かつて京の大仏を安置する方広寺の寺領であったが、明治新政府により収公され、最終的に豊国神社境内となった
。豊国神社の参道に敷かれる石材は、方広寺境内収公にあたり、寛政10年（1798年）の焼失後も残されていた方広寺大仏殿の内部及び基壇に敷かれていた床石材を転用したものである。
主祭神の居城があった大阪市中央区の大阪城公園や滋賀県長浜市のほか、出身地の名古屋市中村区などにも豊臣秀吉を祀る豊国神社が建てられている。

## 歴史
慶長3年8月18日（1598年9月18日）に亡くなった豊臣秀吉の遺体は火葬されることなく伏見城内に安置されていたが、死去の翌年の慶長4年（1599年）4月13日、遺命により京の大仏（方広寺）の東方の阿弥陀ヶ峰山頂に埋葬され（『義演准后日記』・『戸田左門覚書』））、その麓に高野山の木食応其によって廟所が建立されたのに始まる。廟所は秀吉の死後間もなく着工されたが、着工時はまだ秀吉の死は伏せられていたため「大仏の鎮守社」と称していた。この鎮守社は北野社に倣った八棟造りだったと『義演准后日記』慶長3年9月7日条に記されている。秀吉は奈良東大寺大仏殿を鎮護する手向山八幡宮に倣い、自身を「新八幡」として祀るように遺言したといわれる。「大仏の鎮守」として着工された社は、秀吉の死が明らかになるのに合わせるように「新八幡社」と呼ばれるようになる。
慶長4年4月16日、朝廷から秀吉自身の望みとは相違して豊国乃大明神（とよくにのだいみょうじん）の神号が与えられた（『押小路文書』「宣命」）。『豊国大明神臨時祭礼御日記』によれば日本の古名である「豊葦原中津国」を由来とするが、豊臣の姓をも意識したものであった。神号下賜宣命には豊国大明神は兵威を異域に振るう武の神と説明されている。4月18日に遷宮の儀が行われ、社は豊国神社と命名された。4月19日には正一位の神階が与えられた（『義演准后日記』。なお、豊国神社は豊臣秀頼の希望により大坂城内にも分祀された。秀頼自身は本社創建の際には参列しておらず、慶長16年（1611年）の二条城訪問の折に最初で最後となる参拝を行っている。大明神号となったのは、八幡神は皇祖神であるから勅許が下りなかったとする説や、反本地垂迹説を掲げる吉田神道による運動の結果とする説がある。
豊国社の遷宮は吉田神道の吉田家によって主宰され、吉田家の当主吉田兼見が主に取り仕切った。豊国社の社務職は兼見の孫で養子の萩原兼従が就任している。また兼見の弟神龍院梵舜が、豊国社内の神宮寺の社僧になっている。慶長6年（1601年）には1万石が社領として寄進された。慶長9年（1604年）には徳川家康が、萩原兼従の社家としての地位を承認し、神龍院梵舜がこれを補佐するように命じている。また毎年4月と8月18日の秀吉の年忌には豊国祭と呼ばれる盛大な祭りが行われるようになった。特に慶長9年度の豊国祭は「豊国祭礼図屏風」に描かれるなどして有名である。
慶長20年（1615年）に豊臣宗家が滅亡すると、徳川家康の意向により方広寺の鎮守とすべく、後水尾天皇の勅許を得て豊国大明神の神号は剥奪され、神社自体も廃絶された。もはや神ではなくなった秀吉は国泰院殿雲山俊龍大居士という仏教式の名を与えられ秀吉の霊は大仏殿裏手南東に建てられた五輪石塔（現：豊国神社宝物館の後方）に遷された。当時の史料ではこの石塔を秀吉の「墳墓」と呼んでいる（『妙法院文書』・『雍州府志』など）。また秀吉の遺体そのものは霊屋とともに山頂に遺された（『雍州府志』）。
秀吉の室北政所のたっての願いで社殿は残されたものの、以後一切修理をすることは禁止され、朽ち果てるままに放置されることとなった。一時は梵舜に神宮寺が下げ渡される話もあったが、結局は家康死後の元和5年（1619年）に妙法院へ移されている。神体は梵舜が密かに持ち出し、自宅に隠し祀った。寛永17年（1640年）には妙法院門跡により旧参道内に新日吉神社（いまひえじんじゃ）が再興された。これには「幕府の意向を受けて豊国神社への参拝路を塞いだ」との見方がある一方、「秀吉廟所拝所建設=実質的な豊国神社の再興」と見る向きもある。なお、滋賀県竹生島にある都久夫須麻神社の本殿は伏見城の日暮御殿の一部を移築したものといわれているが、また創建時の豊国神社社殿を移築したものともされている。寛政3年（1791年）公刊の随筆『翁草』によると、家康の孫・徳川家光は豊国神社再興の容認を検討したが、重臣の酒井忠世に反対され、取りやめになったという。結局、江戸時代を通して再興が認められることはなかった。
寛文2年5月（1662年6月）に京都で地震が起きたとき、豊国神社周辺に被害がなかったため、地震除けの流行神として参詣者が集まった。また民間では起請文の対象として豊国大明神が密かに使用された事例もある。
慶応4年（1868年）閏4月、明治天皇が大阪に行幸したとき、秀吉を「皇威を海外に宣べ、数百年たってもなお寒心させる、国家に大勲功ある今古に超越するもの」であると賞賛し、豊国神社の再興を布告する沙汰書が下された。同年5月には鳥羽・伏見の戦いの戦没者も合祀するよう命じられた。
1873年（明治6年）8月14日、別格官幣社に列格した。1875年（明治8年）には東山の地に社殿が建立され、萩原兼従の子孫である萩原員光が宮司に任命された。1880年（明治13年）、方広寺大仏殿跡地の現在地に社殿が完成し、遷座が行われた。いずれも「太閤恩顧の大名」の子孫である、旧福岡藩主の黒田長成侯爵・旧徳島藩主の蜂須賀茂韶侯爵らの尽力で境内の整備が行われ、1897年（明治30年）には神社境外地の阿弥陀ヶ峰山頂に伊東忠太の設計になる巨大な石造五輪塔が建てられ、翌年、豊太閤三百年祭が大々的に挙行された。この工事の際、土中から素焼きの壷に入った秀吉の遺骸とおぼしきものが発見された。遺骸は丁重に再埋葬されたというから、秀吉はいまなお阿弥陀ヶ峰山頂から京都の街を見守っていることになる。その西の下方の平坦地、かつての社殿があった太閤坦には秀吉の孫である国松と秀吉の愛妾松の丸殿の供養塔（五輪塔）が寺町の誓願寺から移されて建っている。
1948年（昭和23年）に神社本庁の別表神社に加列されている。
2019年（平成31年）4月、令和改元の践祚改元奉告祭に際して「豊臣秀吉公之像（陶製）」が24年ぶりに公開された。
豊国神社の正面には文禄・慶長の役ゆかりの耳塚がある。

## 祭神
- 主祭神 - 豊臣秀吉

## 賜豊国大明神
豊臣秀吉　贈豊国大明神　宣命
天皇我詔旨良萬止　故博陸大相國豐臣朝臣爾詔倍止勅命乎聞食止宣　振兵威於異域之外比　施恩澤於卒土之間須　
行善敦而德顯留　身旣没而名存勢利　崇其靈　城乃東南爾大宮柱廣敷立氐　吉日良辰乎擇定氐　豐國乃大明神止上給比治賜布　此狀乎平介久安介久聞食氐　靈験新爾　天皇朝廷乎寳位無動久　常磐堅磐爾夜守日守爾護幸給比氐　天下昇平爾海内靜謐爾護恤賜倍度恐美恐美毛申賜者久止申
慶長四年四月十七日　　「壬生家官符留」
（訓読文）天皇（すめら＝後陽成天皇）が詔旨（おほみこと）らまと、故博陸大相国豊臣朝臣に詔（のり）たまへと勅命（おほみこと）を聞食（きこしめ）さへと宣（の）る、兵威（へいゐ）を異域（いゐき））の外に振（ふる）ひ、恩擇（おんたく）を卒土（そっと）の間に施し、善を行ふこと敦（あつ）くして德顯（とくあらは）る、身旣（みすで）に没（みまか）りて名は存（そん）せり、其の靈（みたま）を崇（たふと）びて城の東南（たつみのすみ）に大宮柱廣（ひろ）しき立て、吉（よ）き日の良き辰（とき）を擇（えら）び定めて豐國の大明神と上（あ）げ給ひ治め賜ふ此（こ）の狀（さま）を平（たひら）けく安（やすら）けく聞食（きこしめ）して、靈験（みしるし）新たに天皇（すめらみこと）の朝廷（みかど）を寳位（あまつひつぎ）動（ゆる）ぎ無く常磐（ときは）堅磐（かきは）に夜守（よのまもり）日守（ひのまもり）に護幸（まもりさきは）ひて、天下昇平（あめのしたむくさか）に海内靜謐（かいだいせいひつ）に、護（まも）り恤（あはれ）み賜へと恐（かしこ）み恐みも申し賜はくと申す、

## 境内
- 本殿 - 1880年（明治13年）建立。
- 幣殿
- 貞照神社 - 祭神：北政所（豊臣吉子）
- 拝殿
- 唐門（国宝） - 元は南禅寺塔頭金地院にあったもので、豊国神社再建にあたって金地院から移築された。そもそもは以心崇伝が寛永4年（1627年）に江戸幕府から二条城の唐門を譲り受けたもの。その前は伏見城にあったとも伝えるが、伏見城の廃城が決定したのは元和9年で、寛永4年以前に伏見城から二条城に移築されていたとすれば、伏見廃城から数年を経ずして金地院に再移築されたことになり、この伝えには一考を要す。なお、金地院はこの唐門を当社に移築した後、その跡地に大徳寺にあった明智光秀が寄進した銀により建築した「明智門」を入手し、移設している。
- 槇本稲荷神社
- 豊臣秀吉像 - 太平洋戦争中に陶製で制作された高さ約1.1mの秀吉像。台座も同じく陶製で約1.8mの台座であったが阪神・淡路大震災の際に修理が不可能なほどに砕けてしまった[20][19]。令和元年5月1日、修復され唐門前に安置・公開された。
- 社務所
- 書院 - 明治6年造営と伝わる。
- 豊秀舎 - 野村徳七（得庵）寄進の茶室。書院の庭園の奥にある。
- 宝物館 - 豊臣秀吉の歯（左上奥の大臼歯という）、「豊国祭礼図屏風」などがある。
- 馬塚 - 豊臣秀吉の供養塔。
- 境外・豊国廟
  - 豊臣秀吉の墓
  - 拝殿
  - 豊臣国松の供養塔
  - 松の丸殿の供養塔

## 文化財

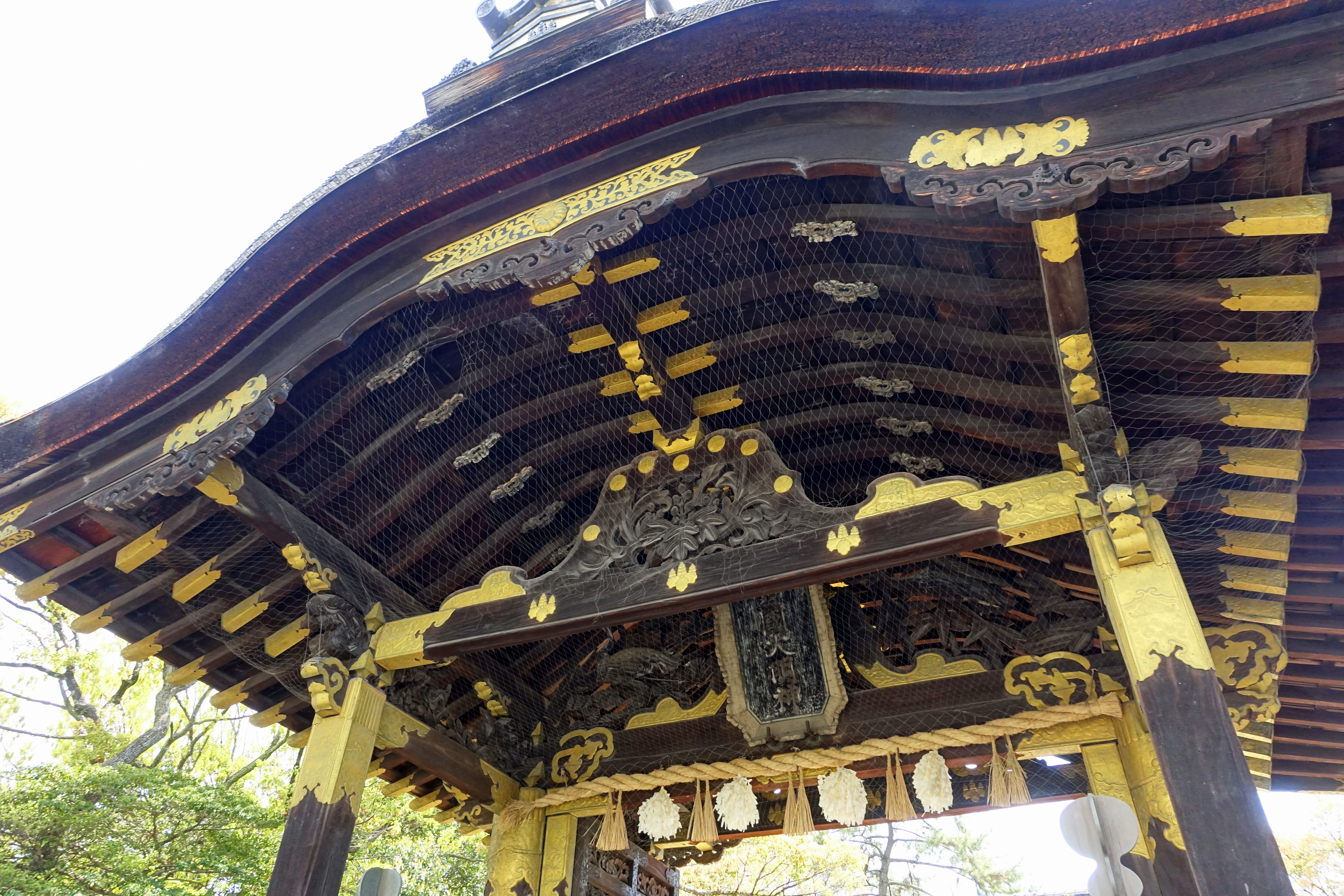
唐門細部

### 国宝
- 唐門

### 重要文化財
- 紙本著色豊国祭図〈狩野内膳筆／六曲屏〉[21]
- 黄地菊桐文付紗綾胴服
- 桐唐草蒔絵唐櫃・桐鳳凰蒔絵唐櫃・桐薄蒔絵唐櫃
- 鉄燈篭 - 辻与次郎作、慶長五年（1600年）銘
- 薙刀直シ刀 無銘 伝粟田口吉光（骨喰・ほねばみ、骨喰藤四郎とも）

### 国指定史跡
- 方広寺大仏殿跡および石塁・石塔 - 石塔とは当神社境内南東隅にある馬塚の五輪塔と、神社の西方にある耳塚の五輪塔のこと[22]。

## 関連図書
- 安津素彦・梅田義彦編集兼監修者『神道辞典』神社新報社、1968年、42-43頁
- 白井永二・土岐昌訓編集『神社辞典』東京堂出版、1979年、251頁
- 菅田正昭『日本の神社を知る「事典」』日本文芸社、1989年、135頁
- 上山春平他『日本「神社」総覧』新人物往来社、1992年、178-179頁